# Anastasija Oberstolz-Antonova
Anastasija Oberstolz-Antonova nata Antonova (in russo Анастасия Антонова?; traslitterazione anglosassone Anastasia Antonova; Kemerovo, 12 ottobre 1981) è un'ex slittinista russa naturalizzata italiana a seguito del matrimonio con Christian Oberstolz, a sua volta slittinista di alto livello.

## Biografia
Iniziò a gareggiare nello slittino difendendo i colori della nazionale russa, ma ottenne tutti i suoi più importanti traguardi a partire dalla stagione 2003/04, dopo aver scelto di gareggiare per quella italiana.
Esordì in Coppa del Mondo nella stagione 1998/99, conquistò il primo podio il 16 novembre 2003 nella gara a squadre a Sigulda e la sua unica vittoria il 17 dicembre 2005 sempre nella gara a squadre a Lake Placid. In classifica generale come miglior risultato si è piazzata in due occasioni al quarto posto nel singolo: nel 2004/05 e nel 2005/06.
Prese parte a due edizioni dei Giochi olimpici invernali esclusivamente nella specialità individuale; l'esordio avvenne a Salt Lake City 2002 dove si classificò al quindicesimo posto, mentre in quella successiva di Torino 2006, in quella che fu la sua ultima competizione a livello internazionale, non riuscì a portare a termine la prova.
Prese parte altresì a cinque edizioni dei campionati mondiali, aggiudicandosi due medaglie di bronzo nelle gare a squadre a Nagano 2004 ed a Park City 2005; nella gara del singolo il suo miglior risultato fu il nono posto raggiunto a Sigulda 2003. Nelle rassegne continentali vinse due medaglie d'argento, ad Oberhof 2004 ed a Winterberg 2006, nelle prove a squadre, mentre nella specialità individuale il suo più importante piazzamento fu la settima posizione ottenuta proprio in entrambe le competizioni europee del 2004 e del 2006.

## Palmarès

### Mondiali
- 2 medaglie:
  - 2 bronzi (gara a squadre a Nagano 2004; gara a squadre a Park City 2005).

### Europei
- 2 medaglie:
  - 2 argenti (gara a squadre ad Oberhof 2004; gara a squadre a Winterberg 2006).

### Coppa del Mondo
- Miglior piazzamento in classifica generale nel singolo: 4ª nel 2004/05 e nel 2005/06.
- 10 podi (2 nel singolo e 8 nelle gare a squadre):
  - 1 vittoria (nella gara a squadre);
  - 6 secondi posti (1 nel singolo e 5 nelle gare a squadre);
  - 3 terzi posti (1 nel singolo e 2 nelle gare a squadre).

#### Coppa del Mondo - vittorie
| Data             | Luogo       | Paese       | Disciplina                                                              |
| ---------------- | ----------- | ----------- | ----------------------------------------------------------------------- |
| 17 dicembre 2005 | Lake Placid | Stati Uniti | Gara a squadre con Christian Oberstolz, Patrick Gruber e Armin Zöggeler |